# アイカツオンパレード!
『アイカツオンパレード！』（Aikatsu on Parade!）は、日本のトレーディングカードアーケードゲーム、およびそれを基にしたテレビアニメ。略称は『オンパレ』。

## 概要
バンダイナムコピクチャーズとバンダイによるクロスメディア作品『アイカツ!』通算第4のタイトルシリーズとなる本作は、歴代アイカツ!シリーズのキャラクターが共演する内容となっている。
キャッチコピーは「さあ行こう、光る未来へ！」
本作及び前作『アイカツフレンズ!』のキャラクターは「BEST FRIENDS!」のメンバーが声優と歌唱を兼任、『アイカツ!』及び『アイカツスターズ!』のキャラクターは声優と歌唱担当が別々に配役された。『アイカツスターズ!』までの歌唱担当については本作より個人名のみの表記となり、ユニット名のSTAR☆ANISやAIKATSU☆STARS!は表記されなかった。
2020年3月26日、『アイカツ!』2ndシーズンより登場したドリームアカデミーを舞台とする『ドリームストーリー』が稼働。アニメシリーズは2020年3月28日よりYouTubeのアイカツ！公式チャンネル「アイチューブ」およびテレビ東京動画配信サービス「あにてれ」にてWEBアニメとして配信された。ネット上での独占配信は、シリーズを通して初となった。歌唱パートでは、新たにでんぱ組.incのあやね（藤咲彩音）が歌唱担当に就任。

## あらすじ
前作『アイカツフレンズ!』の世界観を基に、『アイカツ!』や『アイカツスターズ!』に登場するキャラクターがシリーズの垣根を超えて競演する。過去シリーズの時系列は最終話以後として扱われている。テレビアニメ版は2クール全25話で構成。『ドリームストーリー』は音城ノエルをはじめとするドリームアカデミーを軸にしたサイドストーリーとして制作され、前後編形式で全6話・3エピソード構成となっている。

### アイカツオンパレード!
いつか自分でデザインしたプレミアムレアドレスでステージに立つことを夢見る姫石らき。高等部の友希あいねや湊みおと出会い、スターハーモニー学園でアイドル活動＝アイカツ！を始めたある日、らきのアイカツパスが突然発光。扉を開けるらきを待ち受けるのは、見たことのない学園とたくさんのアイドルたちとの出会い。様々な世界を行き来する中で、次第に1つになっていくアイカツ！の世界…。姉・さあやの行方を追いながら、らきのアツいアイカツ！が幕を開ける。

### ドリームストーリー
5大学園のNo.1を決めるドリームスクールグランプリが開幕。音城ノエルはドリームアカデミー代表の1人として、今日もアイカツ！に励んでいく。

## 登場人物

### 主要人物
姫石 らき（きせき らき）
声 - 逢来りん
- ブランド - Maple Ribbon

本作の主人公で、新人のデザイナー兼アイドル。スターハーモニー学園の転入生。中学2年生。12月7日生まれ。イメージカラーはパステルパープル。アイドルになるために、スターハーモニー学園に転入する。前向きに努力する性格で、非常に運がいい。好きなものは、シロップたっぷりベーコンワッフル、流れ星、だるま。特技はスケッチ、おみくじで大吉を引くこと。
音城 ノエル（おとしろ のえる）
声 - 加隈亜衣
ドリームストーリーの主人公にして『アイカツ!』の登場人物。ドリームアカデミーの生徒。中学3年生。音城セイラの妹。
12話ではらきと天羽まどかと共に「エンジェルシスターズ」を結成している。
ドリームスクールグランプリではドリームアカデミー代表として、風沢そら、姫里マリアと共に選抜される。
アイカツ!時の詳細は上記の「アイカツ!の登場人物一覧」を参照。

### 親族関係者
姫石 さあや（きせき さあや）
声 - 牧野由依
らきの姉、兼・アイカツエンジニア。様々な世界を行き来出来るアイカツパスを造った1人で、実験を重ねた末に他の学園からも紛れこむようになり、結果的にアイカツ！の世界を1つにした張本人でもある。らきが活躍する裏で現れては姿を消していく。ゆえに詳細は謎に包まれていた。
25話でらきの前に姿を現し、今回の実験はアイカツ！界の発展のために行ったこと、らきのプレミアムドレスを製作する夢を応援するために彼女を実験台にしたこと、そして実験が終われば各作品の世界を再び分離する意向を告げた。各作品のトップアイドル（神崎美月、白鳥ひめ、エルザ・フォルテ、ラブミーティア、アイビリーブ）には目的を告げており、実験に協力してもらっていた。

### その他
小島 こころ（こじま こころ）
声 - 菅野真衣
25話に登場。らきの大ファン。琴美の娘。小学生の少女。らきと知り合ってからアイドルを目指す決意を決める。
小島 琴美（こじま ことみ）
声 - 杉山里穂
25話に登場。こころの母親。娘の影響で、らきのファンになった。

## 用語
Maple Ribbon（メープルリボン）
姫石らきのブランド。元々はキュート系でありながら、各作品に登場する先輩のドレスを模したものが多く、エルザ・フォルテの星のツバサドレスのようにセクシー系のものや、アリシア・シャーロットのジュエリングドレスのようにクール系のものもある。アピールは「リボンホリック」
プレミアムスクールドレス
WEBアニメで登場。元々である学園の制服をステージ向けにアレンジしたもの。DCDドリームストーリー2弾ではレジェンドプレミアムドレスとして登場。
Angel Sisters（エンジェルシスターズ）
姫石らき、天羽まどか、音城ノエルから成るキュート系ユニット。アニメでは12話、データカードダスでは3弾より登場。
Powa Fuwa Dreamin♪（ぽわフワドリーミン）
有栖川おとめ、早乙女あこ、花園きららから成るポップ系ユニット。アニメでは15話、データカードダスでは3弾より登場。
激アツガールズ（げきアツガールズ）
紅林珠璃、蝶乃舞花、天翔ひびきから成るセクシー系ユニット。アニメでは16話、データカードダスでは3弾より登場。
checkmate（チェックメイト）
藤堂ユリカ、白銀リリィ、アリシア・シャーロットから成るクール系ユニット。アニメでは17話、データカードダスでは3弾より登場。
Cheer Star（チアスター）
姫石らき、春風わかばから成るキュート系ユニット。アニメ21話にも登場するが、実際はDCDドリームストーリー2弾より登場。
アイカツ!シリーズのユニットでは、唯一全てのメンバーの声優・歌唱担当が同一（逢来りん一人）となっている。
アイドル楽隊 サンメガミ（アイドルがくたいサンメガミ）
虹野ゆめとピュアパレット（友希あいね、湊みお）の2人から成る、シリーズでは唯一のヒーロー系ユニット。アニメでは15、23話、データカードダスでは2弾より登場。持ち歌は「正義のキモチ」
アイカツ！ニューワールドフェス
神崎美月、エルザ・フォルテ、天翔ひびきらセクシー系のトップアイドルたちが企画した大型イベント。アニメでは11、12話に登場し、データカードダスでは2弾イベントとして登場。
アイカツオンパレード！
姫石らきが企画した、本作の目玉ともいえる大型イベント。アニメでは22、23、24話に登場。
ドリームスクールグランプリ
ドリームアカデミーの夢咲ティアラとネオ・ヴィーナスアークのエルザ・フォルテが企画した大会。各学園から代表アイドルが選出され、学園のNo.1を決定する。WEBアニメとDCDドリームストーリー1、2弾に登場。

## データカードダス
2019年10月3日から2020年12月9日まで稼働。仕様や外観は一部前作『アイカツフレンズ!』から続投している。2020年3月26日稼働の『ドリームストーリー』より仕様が一部変更。
2020年12月10日に開始した『アイカツプラネット!』から稼働システムが3代目データカードダスに移行するため、『アイカツスターズ!』から続いた2代目データカードダスは本作が最後の稼働作品でもある。
2024年5月16日にアトレ秋葉原内に開業予定の常設店舗『アイカツ! オフィシャルストア』では第1作『アイカツ!』と共に筐体が再設置される予定。

### 遊び方
モード選択などの操作はほぼタッチパネルで、カードスキャンは前作に続き二次元（QR）コードをスキャナー部分にかざして行う。
1. 100円を投入し、遊ぶモードを選択する。
2. アイカツパスまたは『アイカツスターズ！』のプレミアム学生証を持っている時はスキャンする。未所持の場合はゲストユーザーでプレイするか、100円を追加投入しアイカツパス作成のいずれかを選択する。アイカツパスはマイキャラの作成後に払い出される。なお、アイカツパスは使用回数に制限はない。
3. モード、ステージ、プレイするアイドルを選択後、ゲームで使うカードをスキャンする。これまでのアイカツ！カードも使用可能[注 6]。
4. ユニットオーディションの時は主要アイドルのカードスキャンの後、一緒にプレイするアイドルを選択し、使うカードをスキャンする。「マイページ」でお気に入りに追加されているフレンドがいる場合は、そのフレンドが常時メンバー候補に登場する。アイドルカードがある時は、ここでスキャンする。
5. オーディションはこれまでと同じリズムゲーム形式。リズムマークがサークル枠に合ったとき、3つの色に対応したボタンを押す。横に伸びているものは対応したボタンの長押しになる。
6. リズムゲーム途中トップス、ボトムス、シューズに対応したアピールチャンスが発生。メンバー全員がフレンズドレスのときは「フレンズアピール」になる。
7. 3回目のアピール後のルーレット確定時点でメーターがMAXであれば、フィーバーアピールが挿入される。
8. オーディション終了後、ゲーム中獲得したアピールポイントを元に合格か不合格かを判定。合格ライン以上のアピールポイントを獲得、または対戦プレイで1位で終了していれば合格、合格条件に満たなかった場合は不合格となる。
9. アイカツパス使用時は合格判定後にステータス画面が表示され、プレイ結果に応じた経験値やファンを獲得できる。
10. オーディションゲームの後はエンブレムを弾いて飛ばすミニゲームに移行する。飛ばしたエンブレムがあたるタイミングで色が変化することがあり、銀色はレア、金色はプレミアムレア、虹色はレジェンドプレミアムレア、エメラルド色はキャンペーンレアが出現する[注 7]。また、エンブレムが青の場合でも、運が良いとドレス以上に昇格する場合がある。
11. 獲得したドレスはカードメイク（後述）などでカード化する。
12. 終了時にアンコールが発生するとレアドレス以上が確定する。アンコール中はタッチパネルの「おうえん」をタップすることで画面を盛り上げることができる。なお、リズムゲームはできない。アンコールには追加で100円が必要。

### 演出・用語
マイキャラの作成
アイカツパスを新規で発行したときは「マイキャラ」の作成に移行する。マイキャラの見た目を選択後、ニックネームなどを入力して完成する。3弾までは終了時に『アイカツフレンズ!』の舞台であるスターハーモニー学園アイドル科・中等部の制服コーデ一式が報酬としてプレゼントボックスに記録された。
『アイカツスターズ！』からのデータ引き継ぎ
『アイカツスターズ！』のデータがある場合は、データの一部を本作のアイカツパスに引き継ぐことが可能。筐体から排出されるアイカツパスに引き継ぐ時は、アイカツパスのスキャン画面で「四ツ星学生証から遊んだデータをひきつぐ」を選択し、『アイカツスターズ！』のデータが記録されている学生証をスキャンした後、100円を追加投入することで行う。店頭で配布されるアイカツパスに引き継ぐ時は、データが記録されていないアイカツパスを初めにスキャンした後、『アイカツスターズ！』から本作へ引き継ぎをするか聞かれるので「はい」を選択し行う。引き継ぎ特典として虹野ゆめのマイキャラパーツ2種が、終了時に虹野ゆめリボンアクセが報酬としてプレゼントボックスに記録される。
シリーズLOVE度
本作より登場した、シリーズ別の親愛度レベルを表す。レベル上がる度にシリーズ別ブランドドレスのアピールポイントがアップするほか、一定まで上がるとシリーズ別のミニトークが発生する。
所属学園
ドリームストーリーシリーズより追加された。マイキャラが所属している学園にはランクが設定されており、クリア（合格）するとマイキャラとは別に所属している学園のファンを獲得できる。一定までランクが上がる度にマイキャラパーツやミニトークが発生する。初プレイ時はどの学園に配属するかを下画面から選択し、所属した学園によって、終了時にその学園の制服コーデ一式が報酬としてプレゼントボックスに記録される。
スペシャルアピール
リズムゲームの間に発生する演出とミニゲーム。成功するとアピールポイントが増える。使用したドレスやモードによってタッチパネルを使うアピールチャンス(ミニゲーム)とスペシャルアピールが変化する。
フィーバータイム
3回目のスペシャルアピール終了までにアピールポイントをためてゲージをMAXにすると発生する。オーディションステージの種類によりフィーバータイム（ミニゲーム）の操作が変化。
「おんがく」はサイリウムを振る（左右にこする）アクション、「ダンス」はレコードをこする（上下にこする）アクション、「ファッション」はカメラ撮影アクション（連続タップ）、「ドラマ」は星を上に飛ばす（上にこする）アクション。
アイカツ！スタンプ
1プレイごとにスタンプが刻印され、タイプやアイドルランクの経験値がアップする。10回目ではドレスプレゼントとしてプレミアムレア以上のドレスが出現する。
応援カットイン
3回目のアピール後、ランダムで以下のキャラクターが登場する。
- ココ／ジョニー別府 - グレードチェンジが発生する。
- 円城寺たまき／光石織姫 - 追加でドレスがプレゼントされる。
- 蜂谷千春／瀬名翼 - レア以上のドレス1種が確定で出現する。
- 友希ももね／諸星ヒカル - マイキャラの経験値がアップする。
- ぺんね／涼川直人 - マイキャラのファン人数がアップする。

### モード

#### プレイモード
ひとりであそぶ
アイカツオンパレード!モード
好きなキャラやステージで遊べるモード。主に現行シリーズと前作までの4タイトルから選択する。前作までのシリーズは「ピックアップドレス」として現行シリーズ向けにアレンジした上で再録されたドレスも排出される。ドリームストーリーシリーズからはアイカツパスでのプレイ時、ランダムで所属学園のファンを多く獲得できるボーナスが発生することがある。
学園アイカツ!モード
ドリームストーリーシリーズより追加された。
学園代表アイドル決定戦!
ドリームストーリー1弾のみ登場。マイキャラが所属している学園の代表アイドルを目指すことが目的。全8ステージを勝ち抜くと特別なアクセサリーカードがプレゼントボックスに送られる。
ドリームスクールグランプリ
ドリームストーリー2弾のみ登場。マイキャラが所属している学園のトップを目指すことが目的。所属学園以外の学園アイドルと2回対戦を行い、勝利すると順位が上昇していく。全学園アイドルと対戦すると特別なステージが追加され、そこで勝利し優勝すると全国大会となり、ドリームポイントの合計でトップになった所属学園には後日その学園が着用しているレジェンドプレミアムドレス（プレミアムスクールドレス）一式がフルコーデカードとしてプレゼントボックスに送られる。また、結果により獲得するドリームポイントによりマイキャラパーツなどの報酬がもらえる他、特別ステージではドリームポイントをより多く獲得できる。
学園お仕事
マイキャラが所属している学園に関係なく参加が可能。初回プレイ時に所属学園のファンを多く獲得できる。
ラッキードレスデザインモード
3弾まで登場したモード。前作『アイカツフレンズ!』のデザインルームと似通っている。ドレスのテーマを選択し、ゲーム中に獲得できる「ひらめきポイント」を既定数分集めていき、デザインが完成すると画面に表示されたドレス一式がプレゼントボックスに送られる。テーマに合わせたドレスは「ボーナスドレス」としてポイントをより多く獲得できる。
フルコーデカードモード
前作『アイカツフレンズ!』から続投、3弾まで登場した。弾別ごとにマップ上に配置されたアイドルとステージに立てるモード。ステージを成功するとマップ上のアイドルが着用しているドレス一式がフルコーデカードとしてプレゼントボックスに送られる。全てのアイドルと仲間になるとラストステージとなり、全ステージを成功するとSPステージが開放される。SPステージと限定のフルコーデカードは稼働中の弾にしか登場しない。
アニメドレスセレクション／アイカツ!ドレスセレクション
アニメで実際に登場したステージで遊べるモード。前2作に登場した『今週のアイカツスターズ!』と似通っている。ステージやドレスは期日ごとに変化する。
期間限定イベント
期間限定ステージやドレスがもらえるイベントで遊べるモード。開催中のイベントはデモ画面の左上に表示される。
カードを買ってからあそぶ
ゲームをプレイする前にカードを購入するモード。最大4枚までカードの購入が可能。
ふたりであそぶ
ふたりで協力
2人で協力して合格を目指すモード。通常とボタン操作が異なり、プレイヤー1が緑ボタン、プレイヤー2が黄色ボタンを使用し、赤ボタンは二人で同時押しに使用する。オーディション後に、同時押しの数で相性診断を行い、結果により協力ボーナスが加算される。
ふたりで対戦
2人でアピールポイントを競う対戦モード。このモードでは勝者側が合格、敗者側が不合格の扱いになる。
カードだけ買う
画面下の項目から選択し、最大9枚までカードの購入ができるモード。シリーズ別のタイプ・ブランドに限定したピックアップドレスもここで登場。5枚目と9枚目は確定でレア以上のドレスが出現する。アイカツパスを持っていると、購入枚数に応じてファンを獲得できる。

#### ゲーム後のカード化
カードメイク
アイドルのポーズや背景などをタッチパネルでカスタマイズしカード化していく。レア以上のドレスを選択した時は、フレームのカスタマイズができる。
ブロマイドメイク
ゲーム中の風景を撮影し、2倍サイズのカードを作成できる。作成には追加で100円が必要。
おまかせカードメイク
アイドルのポーズや背景などを自動的にマシン側でカスタマイズするモード。1プレイにつき1回のみ可能。複数枚カード化する場合、2回目以降は選択できない。

#### デモ画面
マイデータをかくにん
マイキャラの簡易データの閲覧ができる。
プレゼントボックスかくにん
プレゼントボックスに記録されたアイテムのカード化ができる。ドレスは100円、ブロマイドやグリーディングスナップは200円必要。一部のアイテムはカード化の際に柄に載るキャラクターを選択できる。なお、記録されるプレゼントボックスには上限が設定されており、それを超えるか受け取り期限になると消滅する。

### フレンド
フレンドの登録
プレイするマイキャラとは別のマイキャラが記載されたカードを使用すると、そのキャラが自動的に登録される。
お気に入りの追加・メンバーの除外
インターネット上の「マイページ」から行う。登録したフレンドを優先して登場させるには「お気に入りにする」、メンバーから外すには「フレンドからはずす」を選択する。お気に入りには最大12人のフレンドを追加できる。
フレンド名の変更
マイキャラのデータ画面から行う。初回登録時は「AIKATSU!」に設定されている。

### プレイアブルキャラクター
本作から
- マイキャラ（アイカツパス使用時）
- 姫石らき
- 音城ノエル（第3弾から）

前作まで
アイカツ!#登場キャラクター、アイカツスターズ!#プレイアブルキャラクター、アイカツフレンズ!#プレイアブルキャラクターを参照。

### 使用楽曲
本作からの新規楽曲
「君のEntrance」（第1弾 - ）
作詞 - 松原さらり（onetrap） / 作曲・編曲 - SHOW（Digz, Inc. Group） / 歌 - らき（逢来りん）・あいね（松永あかね）・みお（木戸衣吹） from BEST FRIENDS!
「アコガレカスタマイズ☆」（第1弾 - ）
作詞 - こだまさおり / 作曲・編曲 - 石濱翔（MONACA） / 歌 - わか（霧島若歌）
「アイドル活動！オンパレード！ver.」（第1弾 - ）
作詞 - uRy / 作曲 - 田中秀和（MONACA） / 編曲 - sugarbeans、伊沢麻未 / 歌 - らき・あいね・みお from BEST FRIENDS!、わか・るか（遠藤瑠香）・せな（堀越せな）
「STARDOM! ～ゆめ・みお Ver.～」（第1弾 - ）
作詞 - 唐沢美帆 / 作曲 - 蔦谷好位置 / 編曲 - 田中隼人（agehasprings） / 歌 - みお from BEST FRIENDS!、せな
「Future jewel」（第2弾 - ）
作詞 - 唐沢美帆 / 作曲・編曲 - 中野領太（onetrap） / 歌 - るか・せな
「正義のキモチ」（第2弾 - ）
作詞 - 松原さらり（onetrap） / 作曲 - SHOW、Dirty Orange（Digz, Inc. Group） / 編曲 - Dirty Orange（Digz, Inc. Group） / 歌 - あいね・みお from BEST FRIENDS!、せな
「Take Me Higher ～美月・エルザ・ひびき Ver.～」（第2弾 - ）
作詞 - 只野菜摘 / 作曲・編曲 - 永谷喬夫 / 歌 - ひびき（日笠陽子） from BEST FRIENDS!、りすこ（ささかまリス子）・りさ（相沢梨紗）
「トワイライトエトランゼ」（DS第1弾 - ）
作詞 - 辻純更 / 作曲・編曲 - 広川恵一（MONACA） / 歌 - あやね（藤咲彩音）・えり
「In bloom」（DS第2弾 - ）
作詞 - 林奈津美（onetrap） / 作曲・編曲 - 南田健吾（onetrap） / 歌 - あやね・るか・りえ（藤城リエ）、カレン（田所あずさ） from BEST FRIENDS!
「コスモスサーチ」（DS第3弾 - ）
作詞 - 只野菜摘 / 作曲・編曲 - 帆足圭吾（MONACA） / 歌 - わか・るか

本作からの再録
「START DASH SENSATION」（第1弾 - ）
作詞 - こだまさおり / 作曲・編曲 - 石濱翔（MONACA） / 歌 - るか・もな（巴山萌菜）・みき（未来みき）
「チュチュ・バレリーナ」（第1弾 - ）
作詞 - 只野菜摘 / 作曲 - 石原理酉 / 編曲 - 成瀬裕介（onetrap） / 歌 - もな・ななせ（松岡ななせ）
「ハローニューワールド」（第1弾 - ）
作詞 - こだまさおり / 作曲・編曲 - 帆足圭吾（MONACA） / 歌 - かな（星咲花那）・るか
「ハッピィクレッシェンド」（第2弾 - ）
作詞 - 辻純更 / 作曲・編曲 - 石濱翔（MONACA） / 歌 - わか・ふうり（上花楓裏）・すなお（吉河順央）・れみ（美谷玲実）・ゆな（市倉有菜）・えり（愛野えり）
「Take Me Higher」（第2弾 - ）
作詞 - 只野菜摘 / 作曲・編曲 - 永谷喬夫 / 歌 - りすこ・もえ（山崎もえ）・ゆな
「SHINING LINE*」（第3弾 - ）
作詞 - こだまさおり / 作曲・編曲 - 石濱翔（MONACA） / 歌 - わか・ふうり・すなお
「Dreaming bird」（第3弾 - ）
作詞 - ヒカリツカサ（onetrap） / 作曲・編曲 - 南田健吾（onetrap） / 歌 - ななせ
「永遠の灯」（第3弾 - ）
作詞 - tom.m（onetrap） / 作曲 - 南田健吾（onetrap） / 編曲 - Integral Clover（agehasprings） / 歌 - れみ
「ヒラリ/ヒトリ/キラリ」（第3弾 - ）
作詞 - 只野菜摘 / 作曲・編曲 - 帆足圭吾（MONACA） / 歌 - わか・ふうり・すなお・れみ・もえ・えり・ゆな・りすこ
「KIRA☆Power」（DS第1弾 - ）
作詞 - 畑亜貴 / 作曲・編曲 - 石濱翔（MONACA） / 歌 - わか・ふうり
「スタートライン！」（DS第1弾 - ）
作詞 - 唐沢美帆 / 作曲 - 蔦谷好位置 / 編曲 - 田中隼人（agehasprings） / 歌 - るか
「Bon Bon Voyage!」（DS第1弾 - ）
作詞 - 辻純更 / 作曲・編曲 - 石濱翔（MONACA） / 歌 - りさ・みほ（天音みほ）
「窓-ココロ-ひらこう」（DS第1弾 - ）
作曲 - 藤末樹、松田純一 / 編曲 - 松田純一 / 歌 - あいね from BEST FRIENDS!
「lucky train!」（DS第2弾 - ）
作詞 - 只野菜摘 / 作曲 - 中野領太 / 編曲 - Integral Clover（agehasprings） / 歌 - みほ・ななせ
「fashion check!」（DS第2弾 - ）
作詞 - uRy / 作曲・編曲 - 石濱翔（MONACA） / 歌 - わか・ふうり・すなお・れみ・もえ

前作までの楽曲
アイカツ! (アニメ)#主題歌・挿入歌、アイカツスターズ!#使用楽曲、アイカツフレンズ!#使用楽曲を参照。

### キャンペーンルーレット
アイカツパスを使用すると発生する。ルーレットが一番上のダイヤモンドで止まると下記キャンペーンへの応募権が1口加算される。応募にはインターネット上の「マイページ」からキャンペーンサイトにアクセスし、応募権があるアイカツパスを登録する必要がある。ルーレットは1プレイ中にカードを購入した回数分チャレンジ可能。
賞品一覧
| キャンペーン名                                 | 賞品名                                                                                                | 期間                          | 応募期間                      |
| ---------------------------------------------- | --- | ----------------------------- | ----------------------------- |
| WEBで応募!星座ドレスセットキャンペーン         | スターライトセット（全5種） ドリアカセット（全4種） 2WingS & WMセット（全4種）                        | 2019年10月3日 - 12月4日       | 2019年10月3日 - 12月6日       |
| WEBで応募!星のツバサドレスセットキャンペーン   | 四ツ星セット（全6種） ヴィーナスアークセット（全4種） 太陽のドレスセット（全4種）                     | 2019年12月5日 - 2020年1月29日 | 2019年12月5日 - 2020年1月31日 |
| WEBで応募!ジュエリングドレスセットキャンペーン | かがやきのジュエル1弾セット かがやきのジュエル2弾セット かがやきのジュエル3弾セット （いずれも全3種） | 2020年1月30日 - 3月25日       | 2020年1月30日 - 3月27日       |

## アニメ
テレビアニメ版は2019年10月5日から2020年3月28日までテレビ東京系列にて放送された。エンディング後にはミニコーナー「帰ってきたアイカツ格言」が挿入される。
2020年3月28日の最終回をもって、2012年10月8日の開始以来7年半続いたテレビシリーズの放送は一旦休止となったが、2021年1月から6月までアニメと実写で構成される『アイカツプラネット!』が放送された。
WEBアニメ版は先述のとおり、「アイチューブ」、「あにてれ」及び「バンダイチャンネル」にて2020年3月28日から配信されている。1話当たりの尺はテレビシリーズの半分程度であり、2話で1つのエピソードを構成する。
過去のシリーズ同様、通常シーンは2D絵、ライブパートは3DCGでの描写となっている。

### スタッフ
- 企画・原作 - BN Pictures
- 原案 - バンダイ
- 監督 - 五十嵐達也
- スーパーバイザー - 木村隆一
- 助監督 - 藤井康晶
- シリーズ構成 - 柿原優子
- キャラクターデザイン - 渡部里美
- デザインワークス - 宮谷里沙
- 美術監督 - 田尻健一
- 色彩設計 - 大塚眞純
- 撮影監督 - 大神洋一
- 編集 - 坂本久美子
- 音響監督 - 菊田浩巳
- 音楽 - MONACA、onetrap、DIGZ MOTION SOUNDS
- 音楽プロデューサー - 鈴木雄貴、臼倉竜太郎
- 音楽制作 - サンライズミュージック、ランティス
- プロデューサー - 伊藤貴憲、福田浩平、荒木めぐみ
- 製作 - テレビ東京、電通、BN Pictures

### 主題歌
テレビアニメ版のみ存在する。
オープニングテーマ
「君のEntrance」（第1話 - 第25話）
作詞 - 松原さらり（onetrap） / 作曲・編曲 - SHOW（Digz, Inc. Group） / 歌 - らき（逢来りん）・あいね（松永あかね）・みお（木戸衣吹） from BEST FRIENDS!
歌 - らき from BEST FRIENDS!（第1、3、6、8、13、16、18、24話挿入歌）
エンディングテーマ
過去作のエンディングテーマが用いられる際には当時の映像を使用。
「アイドル活動！オンパレード！ver.」（第1、3、6、10、13、16、18、21、22、25話）
作詞 - uRy / 作曲 - 田中秀和（MONACA） / 編曲 - sugarbeans、伊沢麻未 / 歌 - らき・あいね・みお from BEST FRIENDS!、わか（霧島若歌）・るか（遠藤瑠香）・せな（堀越せな）
「So Beautiful Story」（第2話）
作詞 - こだまさおり / 作曲・編曲 - 広川恵一（MONACA） / 歌 - るか・せな
「Good morning my dream」（第4話）
作詞 - こだまさおり / 作曲・編曲 - 田中秀和（MONACA） / 歌 - るか・もな（巴山萌菜）・みき（未来みき）
「チュチュ・バレリーナ」（第5話）
作詞 - 只野菜摘 / 作曲 - 石原理酉 / 編曲 - 成瀬裕介（onetrap） / 歌 - るか・もな・みき
「カレンダーガール」（第7話）
作詞 - こだまさおり / 作曲・編曲 - 田中秀和（MONACA） / 歌 - わか・ふうり（上花楓裏）・すなお（吉河順央）
歌 - わか・ふうり・すなお・るか・もな・みき（第22話挿入歌）
「オリジナルスター☆彡」（第8話）
作詞 - こだまさおり / 作曲・編曲 - 田中秀和（MONACA） / 歌 - わか・ふうり・すなお・れみ（美谷玲実）・もえ（山崎もえ）・えり（愛野えり）・ゆな（市倉有菜）・りすこ（ささかまリス子）
「Precious」（第9話）
作詞 - 辻純更 / 作曲・編曲 - 帆足圭吾（MONACA） / 歌 - りすこ・わか・ふうり・もな
「アリスブルーのキス～Another Color～」（第11話）
作詞 - 原田謙太 / 作曲 - 坂本尭之 / 編曲 - 西川ノブユキ / 歌 - モア・ザン・トゥルー［Vo.ナオ / 涼川直人（豊永利行）］
「lucky train!」（第12話）
作詞 - 只野菜摘 / 作曲 - 中野領太 / 編曲 - Integral Clover（agehasprings） / 歌 - るか・もな・みき
歌 - みほ（天音みほ）・ななせ（松岡ななせ）（第20話挿入歌）
放送当時次回予告だった部分は「アイカツオンパレード！」のロゴに差し替え。
「プライド」（第14話）
作詞 - 松原さらり（onetrap） / 作曲 - 片山将太、藤末樹 / 編曲 - 片山将太 / 歌 - カレン（田所あずさ）・ミライ（大橋彩香） from BEST FRIENDS!（第24話挿入歌）
「ヒラリ/ヒトリ/キラリ」（第15話）
作詞 - 只野菜摘 / 作曲・編曲 - 帆足圭吾（MONACA） / 歌 - わか・ふうり・すなお・れみ・もえ・えり・ゆな・りすこ
「森のひかりのピルエット」（第17話）
作詞 - 辻純更 / 作曲・編曲 - 高橋邦幸（MONACA） / 歌 - せな・るか
歌 - るか（第20話挿入歌）
「Be Star」（第19話）
作詞 - 松原さらり（onetrap） / 作曲・編曲 - Maozon、YUKI FUNAKOSHI（Digz, Inc. Group） / 歌 - ひびき（日笠陽子） from BEST FRIENDS!（第16話挿入歌）
「Bon Bon Voyage!」（第20話）
作詞 - 辻純更 / 作曲・編曲 - 石濱翔（MONACA） / 歌 - りさ（相沢梨紗）・みほ
歌 - りさ・みほ・りえ（藤城リエ）・るか（第9話挿入歌）
「episode Solo」（第23話）
作詞 - 只野菜摘 / 作曲・編曲 - 石濱翔（MONACA） / 歌 - るか・ななせ・かな・みほ（第6話挿入歌）
「Believe it」（第24話）
作詞 - 松原さらり（onetrap） / 作曲 - Coffee Creamers（Digiz,lnc.Group） / 編曲 - SHOW（Digiz,lnc.Group） / 歌 - カレン・ミライ from BEST FRIENDS!

### 挿入歌
過去のシリーズでは1話につき挿入歌は原則1曲のみだったが、本作のテレビアニメ版では殆どのエピソードで複数の曲が披露されている。
「みんなみんな！」（第1話）
作詞 - 松原さらり（onetrap） / 作曲 - 石田秀登 / 編曲 - Mitsu.J（Digz, Inc. Group） / 歌 - あいね・みお from BEST FRIENDS!
「MAKEOVER♡MAKEUP」（第2話）
作詞 - こだまさおり / 作曲 - YUKI FUNAKOSHI（Digz, Inc. Group） / 編曲 - C-Show、YUKI FUNAKOSHI（Digz, Inc. Group） / 歌 - かな（星咲花那）
「窓-ココロ-ひらこう」（第2話）
作詞 - 松原さらり（onetrap） / 作曲 - 松田純一、藤末樹 / 編曲 - 松田純一 / 歌 - あいね from BEST FRIENDS!
「STARDOM!」（第2話）
作詞 - 唐沢美帆 / 作曲 - 蔦谷好位置 / 編曲 - 田中隼人（agehasprings） / 歌 - みお from BEST FRIENDS!、せな
「Message of a Rainbow」（第3話）
作詞 - 松原さらり（onetrap） / 作曲 - HALIFANIE（onetrap） / 編曲 - 南田健吾（onetrap） / 歌 - せな・ななせ
「8月のマリーナ」（第3話）
作詞 - 只野菜摘 / 作曲 - 石濱翔（MONACA） / 編曲 - 田中秀和（MONACA） / 歌 - みき
「Girls be ambitious!」（第4話）
作詞 - 松原さらり（onetrap） / 作曲・編曲 - SHOW（Digz, Inc. Group） / 歌 - 舞花（美山加恋） from BEST FRIENDS!
「おけまる」（第4話）
作詞 - 松原さらり（onetrap） / 作曲 - YUMIKO、藤末樹 / 編曲 - 藤末樹 / 歌 - エマ（二ノ宮ゆい） from BEST FRIENDS!
「Poppin' Bubbles」（第4話）
作詞 - AM42 / 作曲・編曲 - ミト / 歌 - みき・みほ
「Lovely Party Collection」（第5話）
作詞 - こだまさおり / 作曲・編曲 - 石濱翔（MONACA） / 歌 - るか・もな・みき
「いばらの女王」（第5話）
作詞 - 只野菜摘 / 作曲 - NARASAKI / 編曲 - WATCHMAN / 歌 - もな
「アイデンティティ」（第5話）
作詞 - 松原さらり（onetrap） / 作曲・編曲 - Coffee Creamers（Digz, Inc. Group） / 歌 - ミライ from BEST FRIENDS!、るか
「MUSIC of DREAM!!!」（第6話）
作詞 - 唐沢美帆 / 作曲 - 南田健吾、蔦谷好位置 / 編曲 - 成瀬裕介（onetrap） / 歌 - せな
「Trap of Love」（第7話）
作詞 - 七菜（Make Flow, Inc.） / 作曲 - 森健一 / 編曲 - 小澤正澄 / 歌 - すなお・わか・ふうり
「prism spiral」（第7話）
作詞 - uRy / 作曲・編曲 - 田中秀和（MONACA） / 歌 - ふうり
「アコガレカスタマイズ☆」（第7、9、12話）
作詞 - こだまさおり / 作曲・編曲 - 石濱翔（MONACA） / 歌 - わか（第7話）
歌 - らき from BEST FRIENDS!、わか（第9、12話）
「アイドル活動！」（第8話）
作詞 - uRy / 作曲・編曲 - 田中秀和（MONACA） / 歌 - わか・ふうり・すなお
「Dance in the rain」（第8話）
作詞 - uRy / 作曲・編曲 - 田中秀和（MONACA） / 歌 - わか
「笑顔のSuncatcher」（第9話）
作詞 - 只野菜摘 / 作曲・編曲 - 永谷喬夫 / 歌 - りすこ・もな
「Niceなto meet you!」（第10話）
作詞 - 松原さらり（onetrap） / 作曲・編曲 - SHOW（Digz, Inc. Group） / 歌 - ミライ from BEST FRIENDS!
「強く美しく優しく」（第10話）
作詞 - 松原さらり（onetrap） / 作曲・編曲 - Koshin / 歌 - カレン from BEST FRIENDS!
「Take Me Higher」（第10、22話）
作詞 - 只野菜摘 / 作曲・編曲 - 永谷喬夫 / 歌 - ひびき from BEST FRIENDS!、りすこ・りさ（第10話）
歌 - りすこ・もえ・ゆな（第22話）
「Sweet Sp!ce」（第11話）
作詞 - 辻純更 / 作曲・編曲 - oriori / 歌 - ふうり・わか
「1,2,Sing for You!」（第11話）
作詞 - 空谷泉身（onetrap） / 作曲 - 秋浦智裕（onetrap） / 編曲 - 南田健吾（onetrap） / 歌 - りえ
「Future jewel」（第11、19話）
作詞 - 唐沢美帆 / 作曲・編曲 - 中野領太（onetrap） / 歌 - るか・せな
「ハッピィクレッシェンド」（第12話）
作詞 - 辻純更 / 作曲・編曲 - 石濱翔（MONACA） / 歌 - ふうり・ゆな・すなお・えり
「We wish you a merry Christmas」（第12話）
作詞 - こだまさおり / 作曲・編曲 - 岡部啓一（MONACA）
歌 - すなお（AIKATSU! Ver.）
歌 - せな・りえ・みき・かな・ななせ（AIKATSU☆STARS! Ver.）
歌 - あいね・みお・舞花・エマ from BEST FRIENDS!（BEST FRIENDS! Ver.）
3バージョンをミックスしたものを使用。
「裸足のルネサンス」（第13話）
作詞 - 只野菜摘 / 作曲 - 阿部隆大 / 編曲 - 野崎心平、大迫杏子、阿部隆大 / 歌 - りえ
「Summer Tears Diary」（第13話）
作詞 - こだまさおり / 作曲・編曲 - ミト / 歌 - みほ・かな
「個×個（きみ×わたし）」（第14話）
作詞 - 松原さらり（onetrap） / 作曲 - 藤末樹 / 編曲 - 片山将太 / 歌 - 舞花・エマ from BEST FRIENDS!
「ミエルミエール」（第14話）
作詞 - 只野菜摘 / 作曲・編曲 - 石濱翔（MONACA） / 歌 - かな
「アニマルカーニバル」（第14話）
作詞 - 秋浦智裕（onetrap） / 作曲 - 中野領太（onetrap） / 編曲 - 成瀨裕介（onetrap） / 歌 - かな・ななせ
「Angel Snow」（第15話）
作詞 - こだまさおり / 作曲・編曲 - 田中秀和（MONACA） / 歌 - れみ・えり・ゆな
「おねがいメリー」（第15話）
作詞 - 林奈津美（onetrap） / 作曲 - 秋浦智裕（onetrap） / 編曲 - 成瀨裕介（onetrap） / 歌 - みほ・みき
「正義のキモチ」（第15、23話）
作詞 - 松原さらり（onetrap） / 作曲 - SHOW, Dirty Orange（Digz, Inc. Group） / 編曲 - Dirty Orange（Digz, Inc. Group） / 歌 - あいね・みお from BEST FRIENDS!、せな
「新たなるステージへ」（第16話）
作詞 - 松原さらり（onetrap） / 作曲・編曲 - Maozon、YUKI FUNAKOSHI（Digz, Inc. Group） / 歌 - ひびき・アリシア（大西沙織） from BEST FRIENDS!
「Have a Dream」（第17話）
作詞 - 松原さらり（onetrap） / 作曲 - 藤末樹 / 編曲 - 片山将太 / 歌 - さくや（陶山恵実里）・かぐや（桑原由気） from BEST FRIENDS!
「Dreaming bird」（第17話）
作詞 - ヒカリツカサ（onetrap） / 作曲・編曲 - 南田健吾（onetrap） / 歌 - ななせ
「永遠の灯」（第17話）
作詞 - tom.m（onetrap） / 作曲 - 南田健吾（onetrap） / 編曲 - Integral Clover（agehasprings） / 歌 - れみ
「Kira・pata・shining」（第18話）
作詞 - 只野菜摘 / 作曲・編曲 - PandaBoY / 歌 - すなお
「START DASH SENSATION」（第18話）
作詞 - こだまさおり / 作曲・編曲 - 石濱翔（MONACA） / 歌 - るか
「あるがまま」（第19話）
作詞 - 松原さらり（onetrap） / 作曲・編曲 - Maozon、YUKI FUNAKOSHI（Digz, Inc. Group） / 歌 - アリシア from BEST FRIENDS!
「セカイは廻る」（第19話）
作詞 - 松原さらり（onetrap） / 作曲・編曲 - Mitsu.J（Digz, Inc. Group） / 歌 - みお from BEST FRIENDS!
「恋するみたいなキャラメリゼ」（第20話）
作詞 - 辻純更 / 作曲・編曲 - 石濱翔（MONACA） / 歌 - えり・れみ
「この世界はすばらしい」（第21話）
作詞 - 松原さらり（onetrap） / 作曲 - 藤末樹 / 編曲 - 片山将太 / 歌 - わかば（逢来りん） from BEST FRIENDS!
「MY SHOW TIME!」（第21話）
作詞 - 秋浦智裕（onetrap） / 作曲 - 鈴木ともよし / 編曲 - Integral Clover（agehasprings） / 歌 - ななせ
「ハローニューワールド」（第21話）
作詞 - こだまさおり / 作曲・編曲 - 帆足圭吾（MONACA） / 歌 - かな
「ダイヤモンドハッピー」（第22話）
作詞 - 畑亜貴 / 作曲・編曲 - 石濱翔（MONACA） / 歌 - あいね・みお from BEST FRIENDS!、わか
「アイカツ☆ステップ！」（第23話）
作詞 - 唐沢美帆 / 作曲・編曲 - connie / 歌 - せな・りえ・みき・かな・ななせ
「スタートライン！」（第23話）
作詞 - 唐沢美帆 / 作曲 - 蔦谷好位置 / 編曲 - 田中隼人（agehasprings） / 歌 - るか・りすこ
「ひとりじゃない！」（第24話）
作詞 - 松原さらり（onetrap） / 作曲・編曲 - SHOW（Digz, Inc. Group） / 歌 - あいね・みお・舞花・エマ from BEST FRIENDS!
「SHINING LINE*」（第25話）
作詞 - こだまさおり / 作曲・編曲 - 石濱翔（MONACA） / 歌 - らき・あいね・みお from BEST FRIENDS!、わか・るか・せな
「トワイライトエトランゼ」（DS第1、3話）
作詞 - 辻純更 / 作曲・編曲 - 広川恵一（MONACA） / 歌 - あやね（藤咲彩音）・えり
「In bloom」（DS第6話）
作詞 - 林奈津美（onetrap） / 作曲・編曲 - 南田健吾（onetrap） / 歌 - あやね・るか・りえ、カレン from BEST FRIENDS!

### 各話リスト
| 話数   | サブタイトル                   | 脚本       | 絵コンテ                     | 演出     | 作画監督                     | アイカツ格言 （コーデ／登場キャラ）                                     | 放送日         |
| ------ | ------------------------------ | ---------- | ---------------------------- | -------- | ---------------------------- | ----------------------------------------------------------------------- | -------------- |
| 第1話  | あけちゃお！アイカツ！のトビラ | 柿原優子   | 中島大輔                     | 中島大輔 | 橋口隼人 渡辺健一 石川恵理   | ラッキーも実力のうち！ （パステルパープルラインコーデ/らき・ゆめ）      | 2019年 10月5日 |
| 第2話  | ワクワクインスピレーション     | 成田良美   | 安藤尚也                     | 中込健人 | 三橋妙子 細田沙織            | コラボはやっぱり新鮮！ （レインボースカイコーデ/小春・みお）            | 10月12日       |
| 第3話  | マーメイドはとつぜんに         | 千葉美鈴   | 佐藤照雄                     | 大川貴大 | 高橋晃                       | あいさつは友達の第一歩 （ラメベルトパーティーコーデ/ひなき・エマ）      | 10月19日       |
| 第4話  | 感じちゃお！アツい風           | 久尾歩     | 山地光人                     | 山地光人 | 西島加奈 竹森由加            | アツさがあれば何でもできる！ （パッションサンライトコーデ/珠璃・舞花）  | 10月26日       |
| 第5話  | ラッキー☆ハロウィン            | 森江美咲   | 進藤陽平 五十嵐達也 藤井康晶 | 進藤陽平 | 中村沙由貴 志賀祐香          | ひたむき努力に福来る （キティトリッキーコーデ/らき・あかり）            | 11月2日        |
| 第6話  | キラめく四つ星                 | 成田良美   | 山本恵                       | 山本恵   | 小川玖理周 中島理恵          | 災い転じてアイカツ！と成す （ガールズフラッグコーデ/ひめ・カレン）      | 11月9日        |
| 第7話  | かがやく三つの太陽             | 大知慶一郎 | 大川貴大                     | 大川貴大 | 高橋晃                       | 初心忘るるべからず （ブレスオーロラコーデ/いちご・あおい）              | 11月16日       |
| 第8話  | 作っちゃお！ラッキードレス     | 大知慶一郎 | 青木康直                     | 中込健人 | 高倉香恵 一ノ瀬結梨 竹内進二 | 出過ぎた杭は打たれない （パステルフィンピスケスコーデ/蘭・あいね）      | 11月23日       |
| 第9話  | 乗っちゃお！ビッグウェーブ     | 柿原優子   | 大島克也                     | 大島克也 | 橋口隼人 渡辺健一 石川恵理   | 花よるダンス （スカイヴィーナスコーデ/みくる・レイ）                    | 11月30日       |
| 第10話 | アイカツ！トップガン！         | 久尾歩     | 佐藤照雄                     | 佐藤照雄 | 岩崎成希 竹森由加            | 楽しければパーフェクト （サフィルスシャンデリアコーデ/エルザ・美月）    | 12月7日        |
| 第11話 | ちゃお☆ニューワールド！        | 千葉美鈴   | こだま兼嗣                   | 倉富康平 | 高橋晃                       | ロックは魂の叫び （レディピンククラウンコーデ/ローラ・セイラ）          | 12月14日       |
| 第12話 | ハピラキ☆クリスマス            | 柿原優子   | 山地光人                     | 山地光人 | 三橋妙子 細田沙織            | 鬼に金棒 アイドルにドレス （アプリコットドリームコーデ/まどか・マリア） | 12月21日       |
| 第13話 | らきとツバサのドレス           | 森江美咲   | 中込健人                     | 中込健人 | 宮谷里沙 志賀祐香            | 食べるすぎに気を付けよう （ラブリークイーンコーデ/夜空・真昼）          | 12月28日       |
| 第14話 | スマイル♪にゃんばーワン        | 守護このみ | 蓮井隆弘                     | 蓮井隆弘 | 小川玖理周 中村沙由貴        | 明日は明日の風が吹く （ポッピングアニマルコーデ/ニーナ・ゆず）          | 2020年 1月11日 |
| 第15話 | ぽわ☆フワ♪ドリーミン           | 千葉美鈴   | 佐藤照雄                     | 進藤陽平 | 高橋晃                       | ヒーローは負けない！ （サンメガミドリームコーデ/きらら・さくら）        | 1月18日        |
| 第16話 | 輝きのらき                     | 久尾歩     | 倉富康平                     | 倉富康平 | 中島里恵 竹森由加            | アイドルもみがけば光る！ （リボンエメラルドコーデ/らき・アリシア）      | 1月25日        |
| 第17話 | ゴシック☆ウォーズ              | 大知慶一郎 | イムガヒ                     | 大川貴大 | 橋口隼人 渡辺健一 石川恵理   | あなたにチェックメイト！ （チェックメイトナイトコーデ/リリィ・ユリカ）  | 2月1日         |
| 第18話 | 君のエントランス               | 柿原優子   | 山本恵                       | 山本恵   | 宮谷里沙 岩崎成希            | 論よりアイカツ！ （リルリボンストーリーコーデ/そら・みお）              | 2月8日         |
| 第19話 | 踊る♪バレンタインスイーツ      | 成田良美   | 大島克也                     | 大島克也 | 高橋晃                       | スイーツはやめられない （グロリアスエメラルドコーデ/ゆめ・あかり）      | 2月15日        |
| 第20話 | 輝け☆ご当地アイドル            | 山口宏     | 青木康直                     | 進藤陽平 | 三橋妙子 細田沙織            | 動物は大切に （フローラルファンタジアコーデ/ここね・アリア）            | 2月22日        |
| 第21話 | 走れ！アイカツ！大運動フェス！ | 野村祐一   | 中込健人                     | 中込健人 | 小川玖理周 志賀祐香          | 七転び八アイカツ！ （ソウルマリオネットコーデ/わかば・凛）              | 2月29日        |
| 第22話 | 全員集合！オンパレード！       | 大知慶一郎 | 山地光人                     | 山地光人 | 中村沙由貴 竹森由加          | 悩んだらとりあえず寝よう （スターシャンサインコーデ/いちご・あかり）    | 3月7日         |
| 第23話 | スターズ！オンパレード！       | 千葉美鈴   | 大川貴大                     | 大川貴大 | 高橋晃                       | みんなで輝け！ （エターナルプリンセスコーデ/ひめ・ゆめ）                | 3月14日        |
| 第24話 | ともだち！オンパレード！       | 久尾歩     | 倉富康平                     | 倉富康平 | 中島里恵 渡辺健一 石川恵理   | 友達は宝物 （ピンクリンクコーデ/あいね・みお）                          | 3月21日        |
| 第25話 | 光る未来へ                     | 柿原優子   | 安藤尚也                     | 安藤尚也 | 宮谷里沙 山本脩斗 岩崎成希   | 扉を開こう！ （ピンクシャイニングラインコーデ/いちご・らき）            | 3月28日        |

| 話数  | サブタイトル                          | 脚本       | 絵コンテ   | 演出     | 作画監督                     | 放送日         |
| ----- | ------------------------------------- | ---------- | ---------- | -------- | ---------------------------- | -------------- |
| 第1話 | ノエルドリーム 前編                   | 大知慶一郎 | こだま兼嗣 | 山本恵   | 橋口隼人 三橋妙子            | 2020年 3月28日 |
| 第2話 | ノエルドリーム 後編                   | 大知慶一郎 | こだま兼嗣 | 山本恵   | 橋口隼人 三橋妙子            | 4月11日        |
| 第3話 | 開幕！ドリームスクールグランプリ 前編 | 森江美咲   | 倉富康平   | 倉富康平 | 中村沙由貴 小川玖理周 高橋晃 | 5月2日         |
| 第4話 | 開幕！ドリームスクールグランプリ 後編 | 森江美咲   | 倉富康平   | 倉富康平 | 中村沙由貴 小川玖理周 高橋晃 | 5月30日        |
| 第5話 | 花咲くステージ 前編                   | 千葉美鈴   | 山地光人   | 山地光人 | 岩崎成希 橋口隼人 高橋晃     | 7月11日        |
| 第6話 | 花咲くステージ 後編                   | 千葉美鈴   | 山地光人   | 山地光人 | 岩崎成希 橋口隼人 高橋晃     | 7月11日        |

### 放送局
| 放送期間 | 放送時間                     | 放送局            | 対象地域       | 備考                      |
| --- | ---------------------------- | ----------------- | -------------- | ------------------------- |
| 2019年10月5日 - 2020年3月28日                                                                                               | 土曜 10:30 - 11:00           | テレビ東京        | 関東広域圏     | 製作局                    |
| |                              | テレビ北海道      | 北海道         |                           |
| |                              | テレビ愛知        | 愛知県         |                           |
| |                              | テレビ大阪        | 大阪府         |                           |
| |                              | テレビせとうち    | 岡山県・香川県 |                           |
| |                              | TVQ九州放送       | 福岡県         |                           |
| 2019年10月7日 - 2020年3月30日                                                                                               | 月曜 17:00 - 17:29           | BSテレ東          | 日本全域       | BS/BS4K放送               |
| 2019年10月11日 - 2020年4月3日                                                                                               | 金曜 0:00 - 0:30（木曜深夜） | AT-X              | 日本全域       | CS放送 / リピート放送あり |
| 2019年10月12日 - 2020年4月4日                                                                                               | 土曜 11:15 - 11:45           | NST新潟総合テレビ | 新潟県         | フジテレビ系列            |
| 2020年2月17日 - 8月17日 | 月曜 17:30 - 18:00           | テレビ和歌山      | 和歌山県       | 独立局                    |
| テレビ東京系列（BSテレ東も含む）では字幕放送、テレビ東京系列6局のみ連動データ放送を実施。BSテレ東4Kはアップコンバート放送。 |                              |                   |                |                           |

| 配信開始日                                                                           | 配信時間        | 配信サイト                                |
| ------------------------------------------------------------------------------------ | --------------- | ----------------------------------------- |
| 2019年10月5日                                                                        | 土曜 11:00 更新 | あにてれ バンダイチャンネル WONDER!SCHOOL |
| いずれも最新話は一週間無料。あにてれ（テレビ東京配給）を除きバンダイチャンネル配給。 |                 |                                           |

### Blu-ray
| 巻 | 発売日       | 収録話                          | 規格品番  |
| -- | ------------ | ------------------------------- | --------- |
| 1  | 2020年4月2日 | 第1話 - 第13話                  | BIXA-9081 |
| 2  | 2020年8月5日 | 第14話 - 第25話＋WEBアニメ全3話 | BIXA-9082 |

### CD
| タイトル                                                                            | 発売日         | 規格品番            |
| ----------------------------------------------------------------------------------- | -------------- | ------------------- |
| アイカツオンパレード！OP/EDテーマ 「君のEntrance/アイドル活動！オンパレード！ver.」 | 2019年10月23日 | LACM-14929          |
| アイカツオンパレード！挿入歌シングル「Sing a Song Sympathy!」                       | 2019年12月25日 | LACM-14953          |
| アイカツオンパレード！挿入歌アルバム「Sing a Song Shuffle!」                        | 2020年4月22日  | LACA-9745 LACA-9746 |
| アイカツオンパレード！挿入歌ミニアルバム「Dream Festival」                          | 2020年9月12日  | LACA-15832          |
| アイカツ！シリーズ 10th Anniversary Album Vol.01 「Ring Ring Carnival」             | 2022年4月27日  | LACA-15961          |

### 特別番組
アイドルが大集合！まとめて見ちゃお『アイカツオンパレード！』
2019年11月16日の14:00 - 14:25にテレビ東京にて放送された特別番組。あにてれやバンダイチャンネルでも配信された。第1話から第7話までの総集編。
| テレビ東京系列 土曜 10:30 - 11:00                                                        | テレビ東京系列 土曜 10:30 - 11:00                                            | テレビ東京系列 土曜 10:30 - 11:00                                                             |
| 前番組                                                                                   | 番組名                                                                       | 次番組                                                                                        |
| ---------------------------------------------------------------------------------------- | ---------------------------------------------------------------------------- | --------------------------------------------------------------------------------------------- |
| パウ・パトロール（第1話 - 第26話） （2019年4月6日 - 9月28日） 【日曜 7:00 - 7:30へ移動】 | アイカツオンパレード! （2019年10月5日 - 2020年3月28日） 【ここまでアニメ枠】 | JAPAN COUNTDOWN （2020年4月4日 - 9月26日） 【ここのみ音楽番組】 【日曜 9:30 - 10:00より移設】 |

## Webラジオ
『ラジカツオンパレード！』が2019年10月9日より「あにてれ」及び「アイチューブ」にて配信された。パーソナリティは逢来りん（姫石らき役）、松永あかね（友希あいね役）、二ノ宮ゆい→二ノミヤユイ（日向エマ役）。毎週水曜18時更新、2020年4月以降は隔週更新、同年7月最終週の更新をもって終了。

### 主なコーナー
こんにちは！BEST FRIENDS！です！
BEST FRIENDS!のことがわかるクイズを出題。
新しい扉、開いちゃお！
今までやったことのない様々なものに出会い、挑戦していくコーナー。

## 関連作品
『プチカツ！』が2019年12月7日(TVアニメ第10話)から2020年3月28日(TVアニメ最終話)まで、ゲーム公式サイトのマイページ内にて配信された。第2弾7話、第3弾9話の全16話配信。毎回アニメ放送後に更新。アニメに登場したアイドル2人から4人による最新話に合わせた内容のミニトークコーナー。